# Dörries Scharmann Technologie
Die Dörries Scharmann Technologie GmbH ist ein deutscher Werkzeugmaschinenhersteller mit Sitz in Mönchengladbach. Das zur Starrag Group gehörende Unternehmen vertreibt seine Produkte unter den Markennamen Dörries, Scharmann, Droop+Rein und Berthiez.
Zur Produktpalette gehören horizontale Bearbeitungszentren, Bohr-Fräswerke (Markenname Scharmann), Vertikal-Drehmaschinen und Vertikal-Drehzentren (Markenname Dörries), Portal- und Hochgeschwindigkeits-Bearbeitungszentren (Markenname Droop+Rein) sowie
Dreh- und Schleifmaschinen (Markenname Berthiez). Der inländische Marktanteil der Dörries Scharmann Technologie GmbH belief sich 2008/2009 auf rund 37 %.

## Unternehmensgeschichte
In den Jahren 1884 und 1885 wurden Dörries in Vussem und Scharmann in Rheydt (heute Mönchengladbach) als zwei unabhängige Unternehmen gegründet. In den folgenden über 100 Jahren wurden beide Firmen für ihre Werkzeugmaschinen bekannt.
Dörries und Scharmann fusionierten im Jahre 1988 unter dem Dach der Voith-Gruppe. 1990 folgte die Übernahme des neuen Unternehmens durch die Vulkan-Gruppe. In den folgenden fünf Jahren wurde die Dörries Scharmann GmbH mit Droop&Rein, Kopp, Wohlenberg und der Schiess AG zur Dörries Scharmann AG zusammengeschlossen. Dieses Unternehmen zählte zu diesem Zeitpunkt rund 3500 Beschäftigte und erzielte einen Gesamtumsatz von 500 Mio. DM.
1996 meldete die Dörries Scharmann AG im Rahmen der Krise der Muttergesellschaft Konkurs an und der Standort Vussem wurde geschlossen. Anschließend wurde der Werkzeugmaschinenbereich mit den Unternehmen Dörries, Scharmann, Droop&Rein gemeinsam mit dem französischen Hersteller Berthiez in die neue Dörries Scharmann GmbH überführt. Ein Jahr später erfolgte nach einem Management-Buyout die Umbenennung in DS Technologie. Dieses Unternehmen konnte bereits im ersten Jahr mit einem Personalbestand von 600 bis 700 Mitarbeitern 226 Mio. DM Umsatz erwirtschaften.
Im Jahr 1998 wurde das Unternehmen zu 80 % von der Beteiligungsgesellschaft DBAG übernommen. 2004 wurde der Name in Dörries Scharmann Technologie GmbH geändert. Die DBAG veräußerte ihre Anteile 2007 an den österreichischen Konzern A-Tec Industries. Nach dessen Insolvenz 2010 kam die Dörries Scharmann Gruppe zu StarragHeckert. Der bis dahin zu Dörries Scharmann gehörige Italienische Werkzeugmaschinenhersteller MECOF durfte jedoch nicht mit von StarragHeckert übernommen werden. Inzwischen werden Dörries und Scharmann wieder als einzelne Marken unter dem Dach der Starrag Group geführt. Dörries Scharmann Technologie wurde unter der Starrag in Starrag Technology umfirmiert. 
Das Unternehmen ist Mitglied im Verein Deutscher Werkzeugmaschinenfabriken.

## Standorte
Neben dem Stammsitz in Rheydt (Dörries, Scharmann, Ecospeed), der sich wegen seiner zentralen Lage unweit der Stadthalle für eine weitere Expansion nicht eignet, verfügt die Dörries Scharmann Technologie GmbH über Produktionsstandorte in Bielefeld (Droop + Rein), Amt Wachsenburg (Service-Center) und St. Etienne/Frankreich (Berthiez) sowie Vertriebsstandorte in Birmingham/Großbritannien, Hebron (Kentucky)/USA, Peking/China und Moskau/Russland.